# Со мною вот что происходит
«Со мною вот что происходит» — российский независимый художественный фильм, драма режиссёра и сосценариста Виктора Шамирова с Гошей Куценко в главной роли. Сюжет развивается вокруг двух главных героев — Артёма и Валентина, которые в силу предновогодней суетливости мегаполиса не успевают сделать запланированные дела и встречи.
Основная тема фильма — экзистенциальное одиночество. Перед главными героями встаёт проблема крупного города и отчуждённости в связи с обилием бытовых проблем.
Премьера состоялась в июне 2012 года на XXIII открытом кинофестивале «Кинотавр», где лента была номинирована на главный приз. Впоследствии фильм был показан на нескольких российских и зарубежных кинофестивалях. Критики хорошо восприняли кинопроизведение, отметив актёрскую игру Гоши Куценко, который получил несколько призов на различных кинофорумах. На киносмотре в Санкт-Петербурге «Виват, кино России!» картина также участвовала в основном конкурсе и получила приз за лучшую мужскую роль. В ноябре на фестивале русского кино в Онфлёре фильм получил гран-при.
Релиз в российском и украинском прокате состоялся 6 декабря под эгидой дистрибьютора «Другое кино». Премьера на телевидении состоялась на Первом канале 23 декабря.

## Сюжет
Из Волгограда в Москву приезжает немолодой Валентин (Виктор Шамиров). Он гостит у своего успешного брата Артёма (Гоша Куценко) — офисного работника, мечтающего продвинуться по служебной лестнице. Под Новый год, 30 декабря, братья узнают, что их отец неизлечимо болен. В расстроенных чувствах Валентин опаздывает на поезд — «вмешиваются» пробки. А ему нужно срочно попасть домой к Новому году, так как он обещал отметить праздник с родителями и привезти к ним своих детей. Артём обещает брату билет на самолёт, а сам готовится к новогоднему корпоративу, где должен спеть известную песню «Со мною вот что происходит». Начальник Артёма, большой любитель фильма «Ирония судьбы, или С лёгким паром!», организовал конкурс вокалистов среди своих работников. У каждого из них своя личная цель — произвести впечатление и выделиться из толпы. Но благодаря всё той же иронии судьбы ночь перед вылетом превращается в бессонный марафон — соседи за стеной устроили ссору. Братья вынуждены были приютить у себя их дочь — внутренне одинокую и никому не нужную девочку-подростка Алёну. В результате они проспали свой рейс. В канун Нового года ситуация окончательно выходит из-под контроля, и братья в компании Алёны, преодолевая столичные пробки, начинают двигаться к полному крушению своих надежд.

## В ролях
- Гоша Куценко — Артём
- Виктор Шамиров — Валентин
- Александра Петрова — Алёна
- Олеся Железняк — Настя
- Маргарита Шубина — Ольга
- Алексей Троцюк — Игорь
- Ольга Зайцева — Катя
- Джерард Майкл МакКарти — иностранец
- Александр Гришаев — Александр
- Павел Сборщиков — Павел
- Александр Робак — отец Алёны

## Создание
Сценарий к фильму был написан ещё в 2007 году, но съёмки были не реализованы из-за мирового финансово-экономического кризиса. Андрей Новиков, друг режиссёра, согласился продюсировать проект, через некоторое время накопилась достаточная сумма для съёмок. Несмотря на это, Виктор Шамиров отмечает, что проект снимался при помощи волонтёров, студентов ВГИК и знакомых съёмочной группы.